# Henry Head
Pour les articles homonymes, voir Head.
Henry Head, né le 4 août 1861 à Stoke Newington et mort le 8 octobre 1940 à Reading, est un neurologue anglais, dont les travaux furent pionniers dans le domaine de la somesthésie et du système nerveux sensoriel. Il a mené la plupart de ses expériences en ce domaine sur lui-même allant jusqu'à sectionner l'un de ses propres nerfs sensitifs pour en étudier les perceptions transmises lors de la repousse nerveuse, avec la collaboration de William Rivers.

## Biographie
Henry Head naît en Angleterre en août 1861, d'un père courtier en assurance. Il commence à étudier à Charterhouse et Trinity College à Cambridge. Il choisit la médecine, influencé par un cousin maternel, Marcus Beck, qui fut l'assistant de Joseph Lister.
Par la suite, il collabore avec Hering sur la physiologie respiratoire, à Prague, apprenant en parallèle le français et l'allemand. Il retourne ensuite à Londres, obtenant son diplôme en 1890. Puis il est employé à l'hôpital neurologique de Queen Square sous la supervision de Thomas Buzzard et au Victoria Park Hospital for Chest Diseases, où il développe un intérêt pour la douleur et la physiologie.
Sa thèse de médecine, On disturbances of sensation with especial reference to the pain of visceral disease, est publiée en 1893 dans la revue Brain.